# Selem Safar
Pour les articles homonymes, voir Safar.
Selem Safar, né le 6 mai 1987, à Mar del Plata, en Argentine, est un joueur argentin de basket-ball. Il évolue au poste d'ailier.

## Palmarès
- 2e du championnat des Amériques 2015
- 3e du championnat des Amériques 2013
- Champion d'Amérique du Sud 2012
- Médaille de bronze au  Champion d'Amérique du Sud 2014